# Cochranella resplendens
Cochranella resplendens és una espècie de granota oriünda de Colòmbia i l'Equador amenaçada d'extinció per la destrucció de l'hàbitat.